# Sam Fletcher
Sam Fletcher, geboren als Ira Levi Fletcher (Tennessee, 15 januari 1934 – Los Angeles, 25 april 1989), was een Amerikaanse soul- en popzanger.

## Biografie
Fletcher werd geboren op het platteland van Tennessee en groeide op in Memphis (Tennessee). Zijn familie was lid van de Kerk van God in Christus (COGIC) en als kind trok hij kerkelijk publiek aan voor zijn zang. Na zijn studie aan de universiteit trad hij toe tot het Amerikaanse leger, diende hij tijdens de Koreaanse oorlog en zong, terwijl hij in Duitsland was gestationeerd, bij de Seventh Army Jazz Concert Band. Bij zijn terugkeer in de Verenigde Staten begon hij ondanks de tegenstand van zijn familie en kerk populaire wereldlijke muziek te spelen. Vanaf 1958 bracht hij verschillende singles uit bij de Metro- en Cub-labels, beide dochterondernemingen van MGM Records. Hij trad op in jazz- en supperclubs in New York en verscheen in een Off-Broadway-productie van The Amen Corner. Manager Lee Magid contracteerde hem in 1960 bij RCA Victor Records en hij bracht nog meer singles uit, geproduceerd door Hugo Peretti en Luigi Creatore, waaronder Tall Hope (van de musical Wildcat), en zijn kenmerkende nummer I Believe In You in 1961. Hoewel hij regionaal succesvol was, haalde geen van zijn opnamen de nationale hitlijsten.
Zangeres Dinah Shore zocht Fletcher op om in haar tv-shows te verschijnen. Hij verscheen in haar The Best is Yet To Come einde-seizoen special in 1963 en later in American Bandstand en andere tv-variétéshows. Nadat hij naar Los Angeles was verhuisd, werd hij een populaire nachtclub- en cabaretact en opende hij voor sterren als Phyllis Diller en Mitzi Gaynor. Als "The Man With The Golden Voice" tekende hij bij Vee-Jay Records, die zijn eerste album Sam Fletcher Sings I Believe In You uitbracht in 1964, met een heropname van zijn eerdere nummer en arrangementen van Bill Finegan. Fletchers single I'll Think It Over, geproduceerd door Calvin Carter en in 1964 uitgebracht bij Vee-Jay's dochteronderneming Tollie label, werd later populair in het Britse noordelijke soulcircuit.
Fletcher bleef optreden in shows van zowel Dinah Shore als Della Reese en nam zijn tweede album The Look of Love - The Sound of Soul op, een verzameling jazzstandards en andere nummers, waaronder God Only Knows, gearrangeerd door Harry Betts, voor Vault Records in 1967. De carrière van Fletcher ontspoorde en werd effectief beëindigd door zijn arrestatie in Los Angeles op beschuldiging van verdovende middelen in december 1967. Hij ging in revalidatie en probeerde zijn carrière nieuw leven in te blazen, maar was beperkt tot lokale optredens en af en toe meer openbare evenementen, zoals het huwelijk van Muhammad Ali met Veronica Porche in 1977. Hij werkte ook als leraar in Los Angeles. Hij raakte begin jaren 1980 gewond bij een straatoverval. Bij een benefietevenement voor hem waren onder andere O.C. Smith en zijn vriendin Esther Phillips. Hij stierf in Los Angeles in 1989 (niet 1984 zoals soms wordt gemeld) en werd met militaire eer begraven op de Memphis National Cemetery. Fresh Sound Records heeft een cd uitgebracht met beide albums.

## Overlijden
Sam Fletcher overleed in april 1989 op 54-jarige leeftijd.

## Discografie
- 1964: Sam Fletcher Sings "I Believe In You" (Vee-Jay)
- 1967: The Look of Love – The Sound of Soul (Vault)